# 独立广场 (雅加达)
独立广场是印度尼西亚前首都雅加达市中心的一座大型广场，面积达1平方公里，为世界最大广场之一。广场中心矗立着印尼国家纪念塔，经常举办阅兵、游行、示威活动。该广场为周末受雅加达人欢迎的运动休闲地点。它的周围是重要的政府建筑，如独立宫、印尼国家博物馆、最高法院和政府各部。在荷屬東印度殖民地时期，该广场被称为“国王广场”（荷兰语：Koningsplein）。
独立广场是雅加达乃至整个印尼的心脏，周围有许多重要的政府及文化机构。美国大使馆亦位于广场以南。

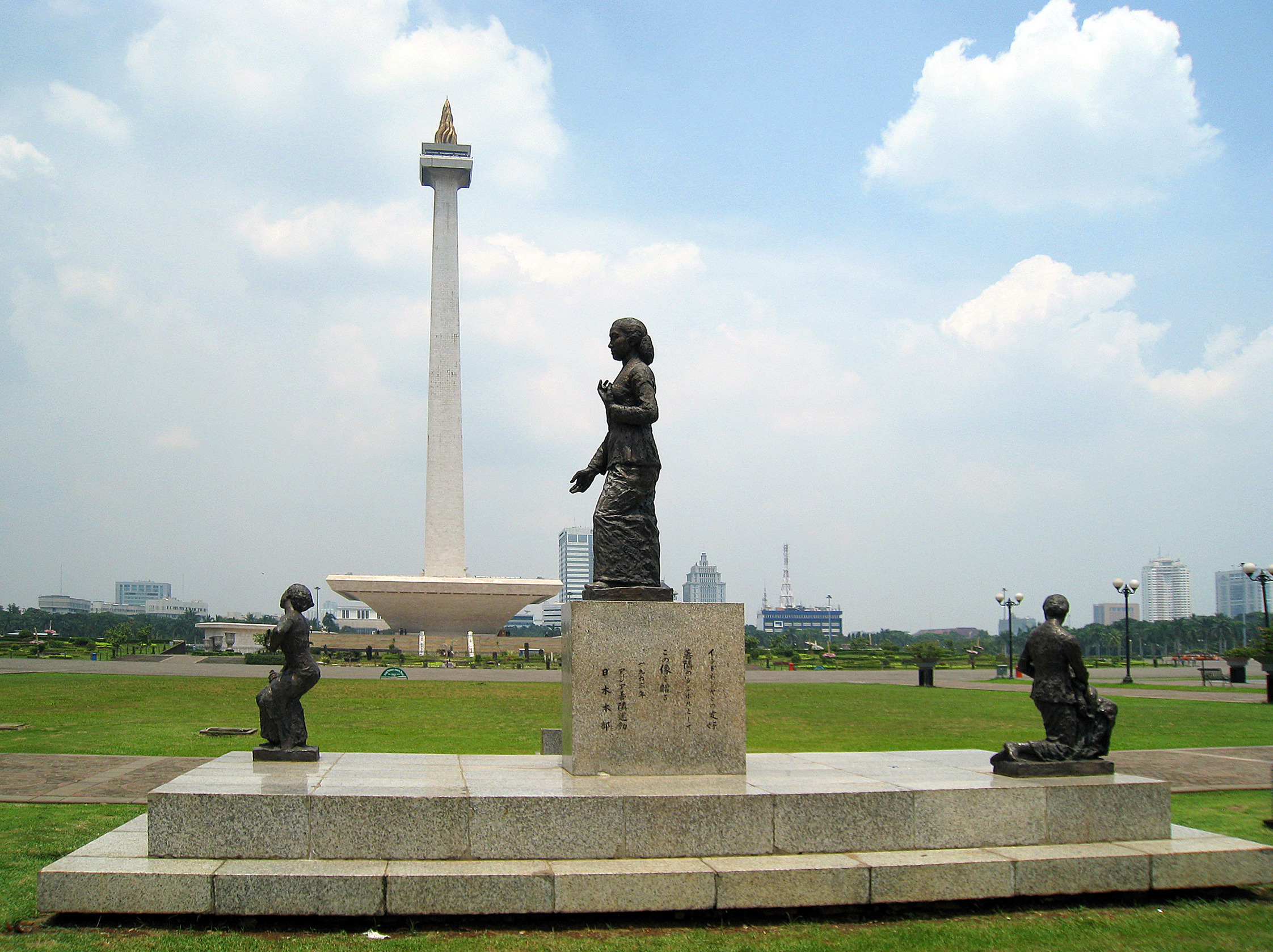
Kartini statue
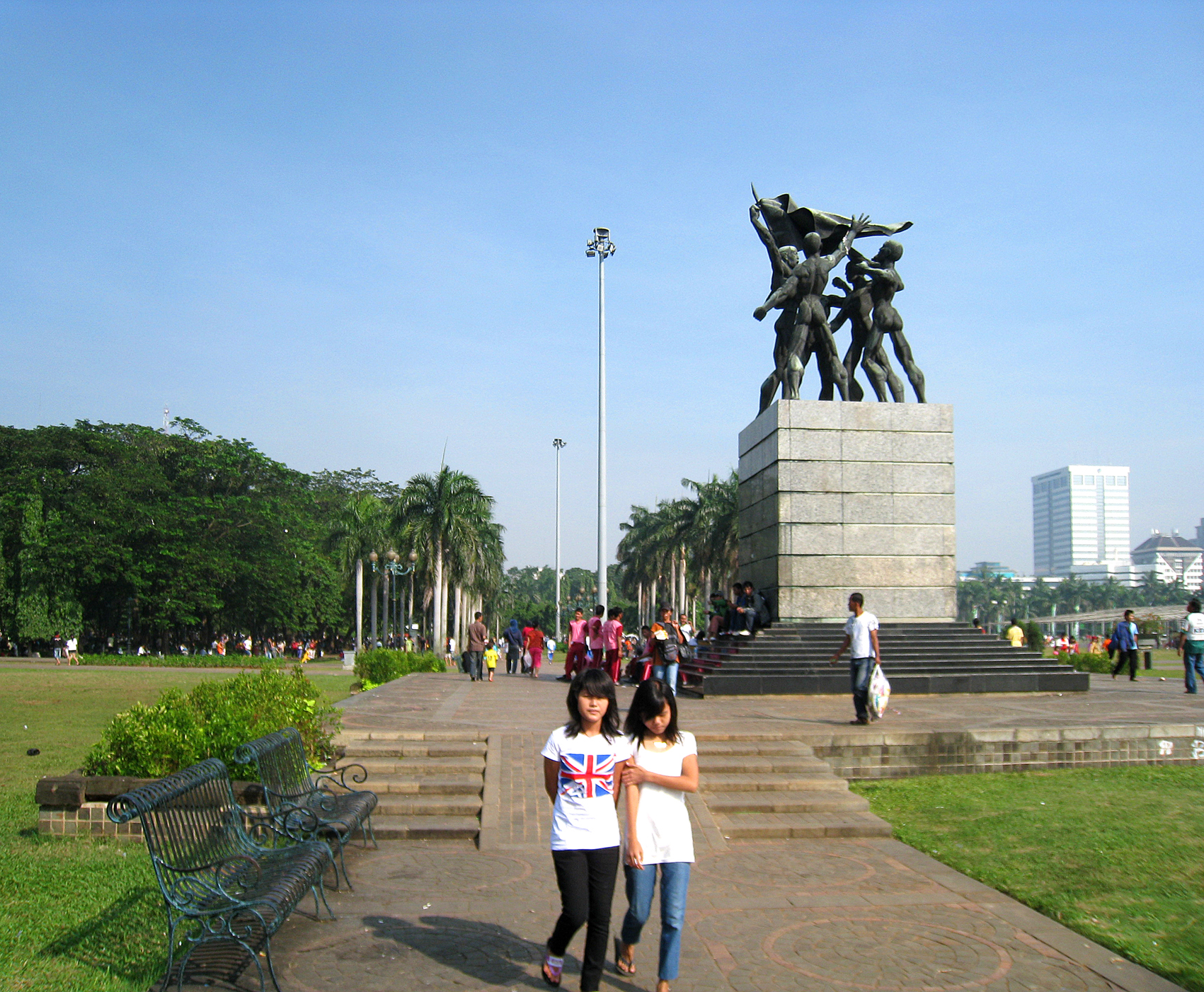
Visitors enjoying the park
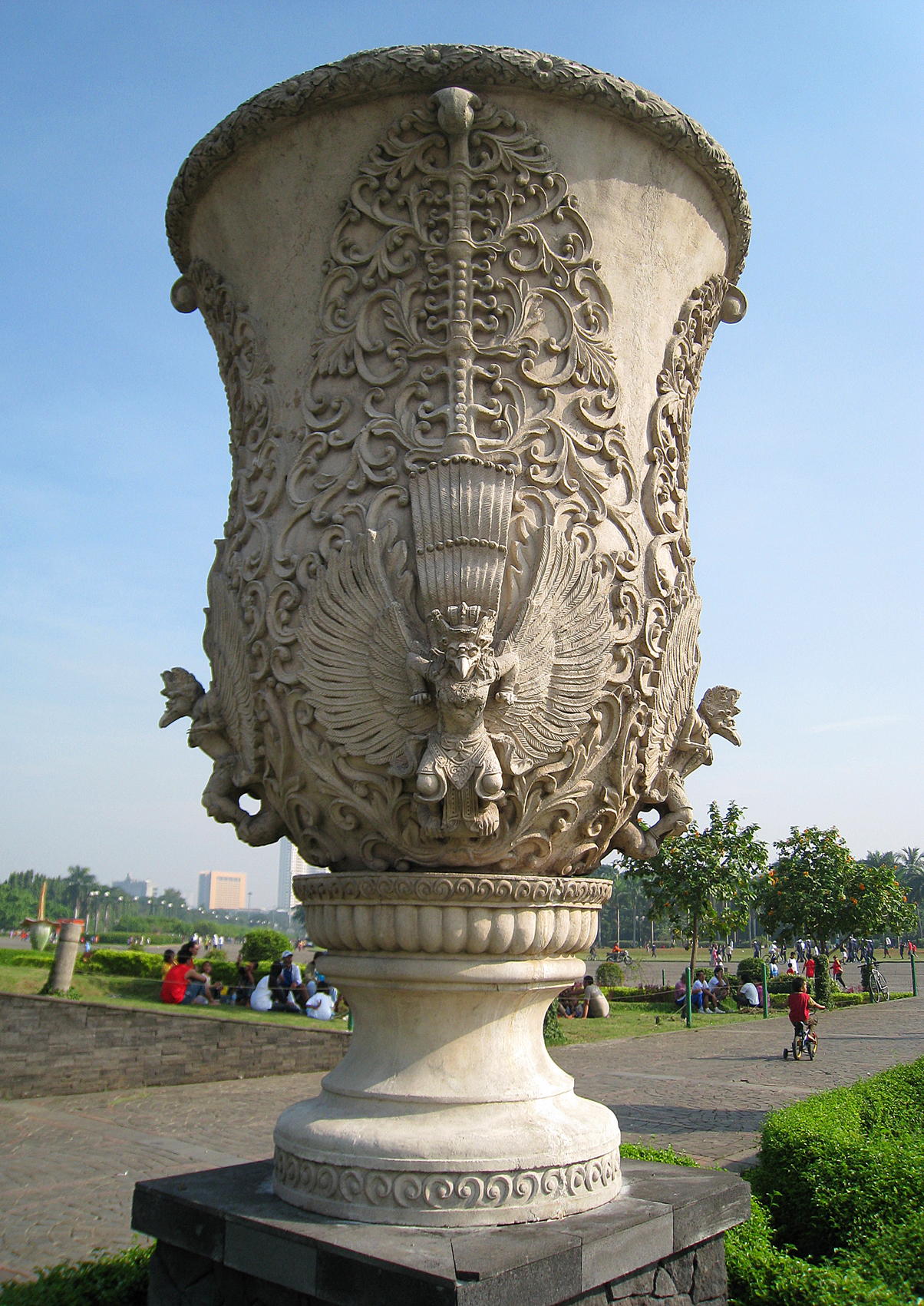
Garuda garden vase
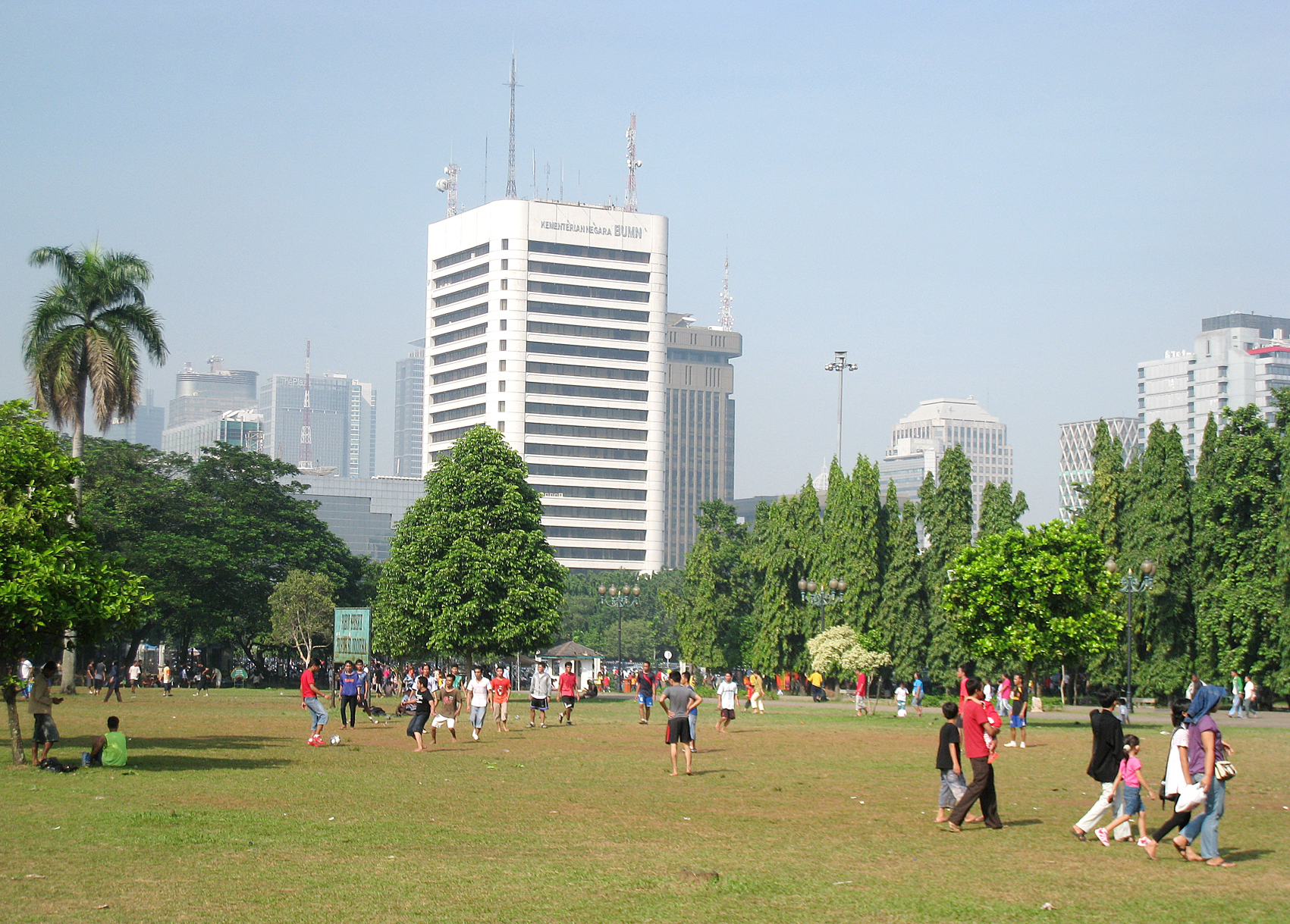
Football play at Merdeka Square
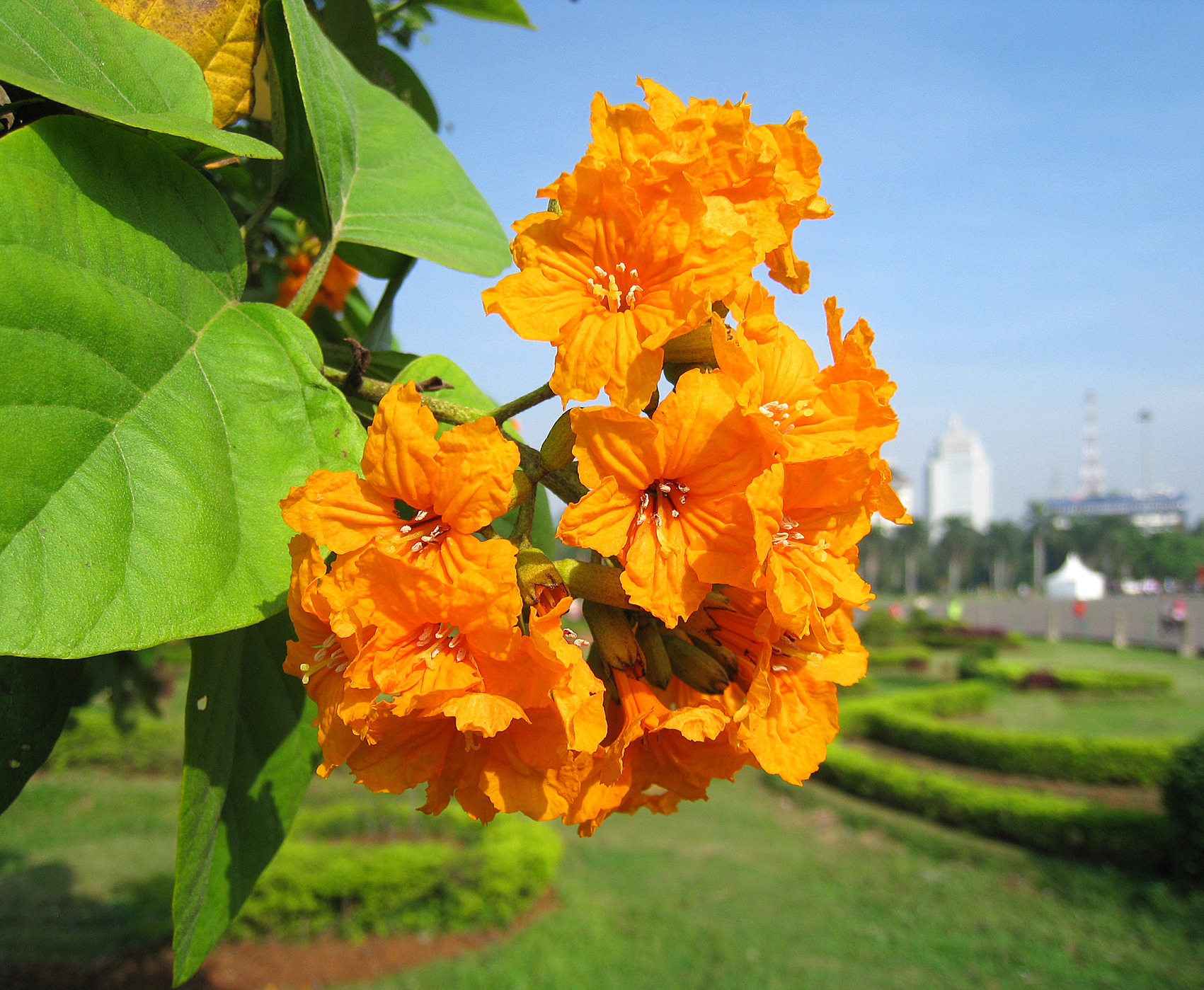
花园
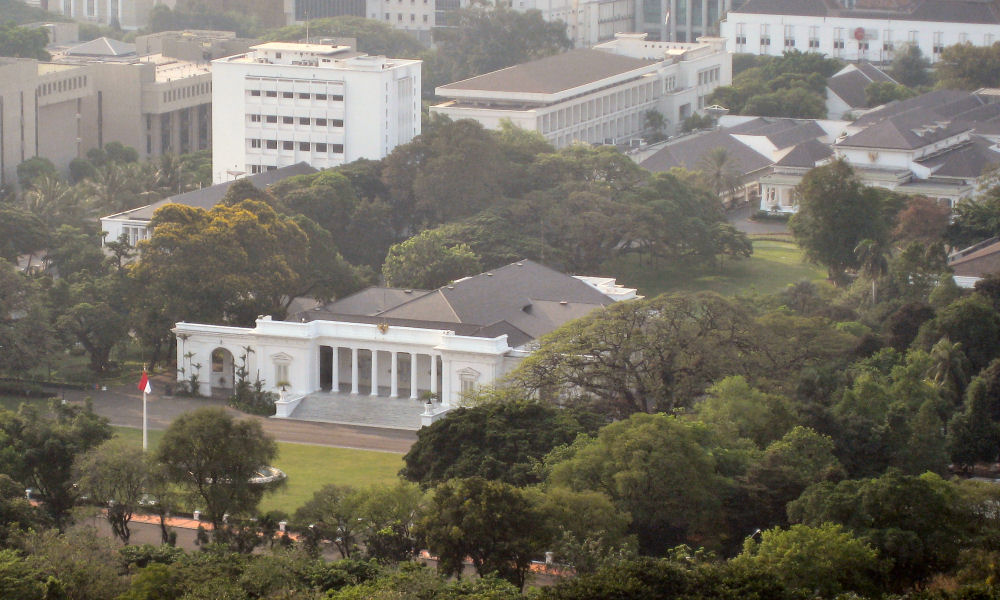
独立宫
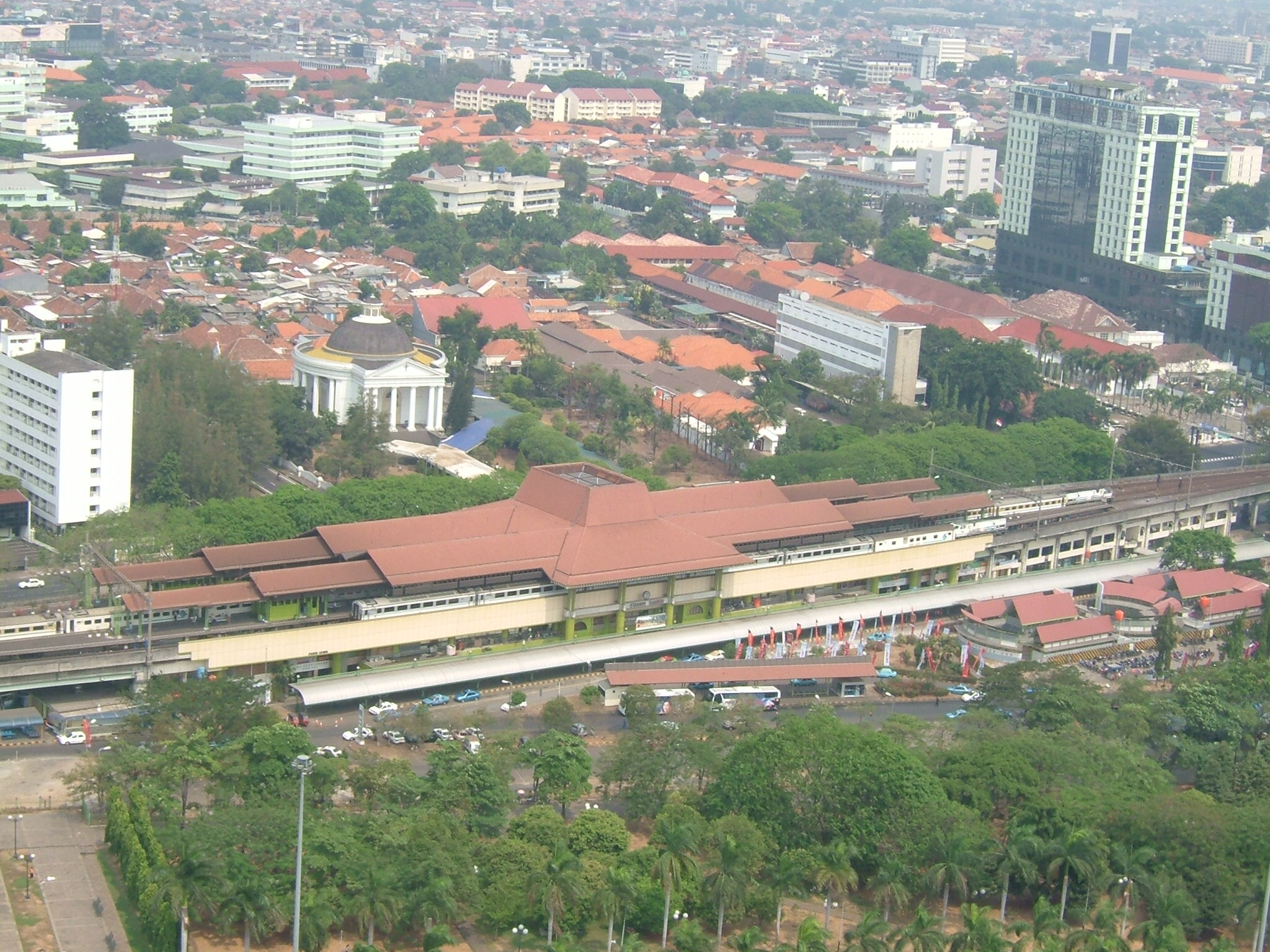
甘比爾站